# 막스 슐체

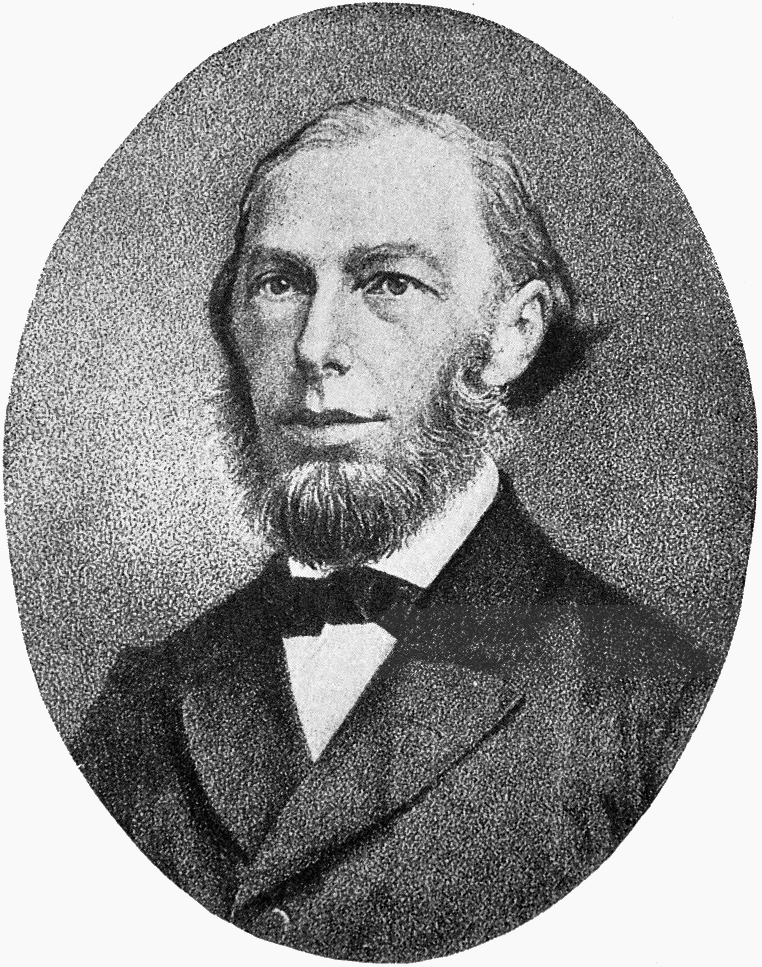

막스 요한 지기스문트 슐체(Max Johann Sigismund Schultze, 1825년 ~ 1874년)는 독일의 동물학자이자 세포학자이다.
마티아스 야코프 슐라이덴과 테오도르 슈반이 내놓은 세포설을 더욱 발전시켰다. 그는 1861년 세포를 핵이 있는 원형질 덩어리로 규정하고, 핵과 원형질이 식물세포와 동물세포에 모두 있다는 사실을 강조했다. 눈의 망막, 신경기관의 말단 등에 대해서 많은 연구를 했다.